# Tulsi Gabbard
Tulsi Gabbard (prononcé en anglais : [ˈtʌlsi ˈɡæbərd]) est une militaire et femme politique américaine, née le 12 avril 1981 à Leloaloa (Samoa américaines). Elle est directrice du renseignement national (DNI) depuis 2025 et lieutenant-colonel de l'armée de terre de réserve des États-Unis.
Elle est d'abord représentante du deuxième district d'Hawaï à la Chambre des représentants des États-Unis de 2013 à 2021, en tant que membre du Parti démocrate. Elle se présente sans succès aux primaires du Parti démocrate pour l'élection présidentielle de 2020.
Tulsi Gabbard change peu à peu de bord politique : elle relaye régulièrement la propagande de guerre des régimes de Bachar el-Assad ; elle relaye aussi la propagande de Vladimir Poutine sans la remettre en question, y compris de la désinformation. En octobre 2022, elle quitte le Parti démocrate et se dit politiquement indépendante. 
Puis, en août 2024, elle se rallie clairement à la candidature de Donald Trump pour l'élection présidentielle et participe activement à sa campagne, avant, en octobre, de rejoindre le Parti républicain. Après 2021, elle relaie les mensonges sur de supposées fraudes électorales.
En novembre 2024, le président élu Trump la désigne pour devenir directrice du renseignement national dans son futur cabinet. Elle est confirmée à ce poste le 12 février 2025.

## Biographie

### Famille et carrière politique locale
Tulsi Gabbard naît à Leloaloa, aux Samoa américaines, et grandit à Hawaï. Elle est la fille de Mike Gabbard (en) et Carol Gabbard (née Porter) ; son père est sénateur d'État, un des trente-cinq membres du Sénat d'Hawaï, de confession catholique et d'origine samoane et européenne, et sa mère est membre du Conseil de l'éducation d'État (State Board of Education (en)) d'Hawaï et une hindoue convertie. Tulsi Gabbard se convertit à l'hindouisme, comme sa mère, durant son adolescence.
En 2002, Tulsi Gabbard est élue à la Chambre des représentants d'Hawaï pour un mandat. Alors âgée de 21 ans, elle devient la plus jeune parlementaire de l'État d'Hawaï. Elle rejoint l'Army National Guard d'Hawaï en 2003. L'année suivante, elle sert douze mois en Irak dans une unité médicale. À son retour, elle travaille pour le sénateur démocrate Daniel Akaka. Elle est déployée au Koweït en 2008.
Diplômée en commerce international de la Hawaii Pacific University (en) en 2009, elle est élue au conseil municipal d'Honolulu en 2010, où elle représente le 6e district.

### Représentante des États-Unis
En 2011, lorsque la représentante Mazie Hirono choisit de se présenter au Sénat, Gabbard annonce sa candidature à la Chambre des représentants des États-Unis dans le deuxième district d'Hawaï pour lui succéder. Si elle est conservatrice au début de sa carrière politique, s'opposant à l'avortement, au mariage homosexuel et à ce qu'elle appelle les « extrémistes homosexuels », elle dit avoir changé d'avis sur ces questions après avoir servi dans des pays oppressifs[Lesquels ?]. Quelques mois avant les primaires démocrates, elle est donnée perdante face au maire d'Honolulu, Mufi Hannemann. Elle remporte cependant la primaire avec 55 % des voix contre 34 % pour Hannemann. Désormais grande favorite pour l'élection générale, elle démissionne de son mandat de conseillère municipale. Le 6 novembre 2012, elle est élue représentante avec plus de 80 % des suffrages. Elle est la première personne de confession hindoue et la première femme samoane élue au Congrès des États-Unis,.
Elle est réélue en novembre 2014 avec près de 79 % des voix face à Kawika Crowley, son adversaire de 2012. Lors des primaires démocrates de 2016 pour la présidence de l'Union, elle quitte la vice-présidence du Comité national démocrate pour soutenir Bernie Sanders, notamment pour ses positions en matière de politique étrangère. Elle est réélue en novembre 2016 pour un troisième mandat, battant son adversaire, Angela Kaaihue, par 140 000 voix (81,2 % contre 18,8 %).
Après l'élection de Donald Trump en novembre 2016, elle rencontre celui-ci dans sa Trump Tower de New York. Elle est considérée comme une potentielle membre de son cabinet. Bien que démocrate progressiste, elle se rapproche sur certains points de Trump : elle critique notamment Barack Obama qui refuse de parler d'« islam radical »[pas clair] et vote pour une loi républicaine augmentant les contrôles sur les réfugiés en provenance d'Irak et de Syrie. Elle est pressentie pour devenir ambassadrice des États-Unis aux Nations unies mais le poste est finalement proposé à la gouverneure Nikki Haley.

### Ambition présidentielle
Le 11 janvier 2019, Gabbard annonce qu'elle sera candidate à l'élection présidentielle de 2020, dans le cadre des primaires du Parti démocrate. À cette occasion, des experts observent sur différents réseaux sociaux et médias basés à Moscou ce qu'ils pensent être une campagne de propagande russe en soutien à la candidate,. Hillary Clinton l'accuse d'être appuyée par les républicains, à la satisfaction des Russes, ce à quoi Tulsi Gabbard répond qu'Hillary Clinton mène une campagne visant à détruire sa réputation.
Elle obtient des résultats décevants et ne parvient pas à dépasser la barre des 2 % des voix, excepté lors du scrutin organisé dans les Samoa américaines, où elle réunit 29,3 % des suffrages exprimés. Largement distancée dans les sondages, elle se retire de la course le 19 mars 2020 et apporte son soutien à Joe Biden.
Conformément à ce qu'elle avait annoncé lors de sa campagne présidentielle, elle n'est pas candidate à sa réélection au Congrès lors des élections de 2020.

### Ralliement à la campagne de Donald Trump en 2024
Lors de la campagne pour l'élection présidentielle de 2024, Tulsi Gabbard se rallie au candidat républicain Donald Trump en août 2024, et affirme dans une interview à CNN début septembre qu'elle serait intéressée, en cas de victoire, d'occuper un des postes du cabinet présidentiel, notamment celui de secrétaire d'État ou celui de secrétaire à la Défense.

### Directrice du renseignement national
Le 13 novembre 2024, le président élu Donald Trump annonce son intention de nommer Tulsi Gabbard au poste de directrice du renseignement national au sein de sa seconde administration.
Après une série d'auditions au cours desquelles elle est confrontée à une opposition non négligeable, le Sénat la confirme à ce poste le 12 février 2025 avec 52 votes « pour » et 48 « contre », aucun sénateur démocrate n'ayant voté en sa faveur,. Elle prête serment le jour même dans le Bureau ovale devant la nouvelle ministre de la Justice Pam Bondi, en présence de Donald Trump,,.
En tant que directrice du renseignement national, elle fait partie d'un groupe de très hauts responsables de l'administration Trump (John Ratcliffe, directeur de la CIA ; Mike Waltz, conseiller à la sécurité nationale ; Pete Hegseth, secrétaire à la Défense ; J. D. Vance, vice-président ; Susie Wiles, cheffe de cabinet ; Stephen Miller, souvent présenté comme l'idéologue de l'équipe de D. Trump), directement impliqués dans le scandale de la fuite d'un groupe de discussion du gouvernement américain. Le Sénat la reconvoque en mars 2025 dans le cadre de cette affaire ; elle confirme avoir été à l'étranger au moment des échanges, mais refuse de préciser au Sénat si elle utilisait alors son téléphone professionnel ou personnel.
Une fois à la tête du renseignement national, elle fonde une task force chargée d'améliorer la transparence et l'efficacité du renseignement américain et de « restaurer la confiance dans la communauté du renseignement et mettre fin à l'arsenalisation du gouvernement contre les Américains », appelée Director's Initiatives Group. Composée d'officiers de haut rang loyaux à la nouvelle administration et bénéficiant de prérogatives importantes, l'unité lance notamment ses propres enquêtes sur l'assaut du Capitole le 6 janvier 2021, les origines de la pandémie de Covid-19 ou le syndrome de La Havane, ainsi que sur la réduction du budget de la communauté du renseignement.

## Prises de position et propagande
Elle promeut le désengagement américain dans la guerre civile syrienne et la fin des livraisons d'armes aux groupes rebelles, et rencontre Bachar el-Assad en janvier 2017. Elle suscite des critiques en refusant de condamner les crimes de celui-ci. Elle met également en doute les preuves de crimes de guerre commis par le régime syrien notamment l'attaque chimique de Khan Cheikhoun, en publiant un texte truffé d'erreurs factuelles, ainsi que l'attaque chimique de Douma, en reprenant la propagande de Damas,,,,.
Tulsi Gabbard se fait également le relais de la propagande du Kremlin, soutenue notamment par une agence de communication et des donateurs qui soutiennent Vladimir Poutine et Narendra Modi. Elle critique les sanctions à l'encontre de la Russie, et ses déclarations sont sources de controverses, notamment lorsqu'elle partage de fausses informations issues de la propagande de guerre russe lors de l'invasion de l'Ukraine,.
En 2025, interrogée par le Sénat, elle reste néanmoins fidèle au soutien qu'elle avait autrefois manifesté à Edward Snowden (elle avait, à la Chambre des représentants soutenu l'abandon des poursuites à son encontre) ; en mars 2025, elle refuse de le qualifier de « traître », reconnaissant qu'il « a violé la loi », mais en révélant d'« énormes programmes illégaux et non constitutionnels ».
En juillet 2025, elle accuse l'ancien président Barack Obama d'avoir inventé de faux renseignements suggérant que la Russie a influencé la campagne de Donald Trump, ce qui constitue à ses yeux une tentative de « coup d'État ». Tulsi Gabbard dénonce une « conspiration » et réclame des poursuites judiciaires contre Obama et d'anciens chefs du renseignement.

## Historique électoral

### Chambre des représentants des États-Unis
| Année | Tulsi Gabbard | Républicain | Libertarien |
| ----- | ------------- | ----------- | ----------- |
| Année |               |             |             |
| 2012  | 80,54 %       | 19,46 %     | —           |
| 2014  | 78,75 %       | 18,65 %     | 2,60 %      |
| 2016  | 81,16 %       | 18,84 %     | —           |
| 2018  | 77,4 %        | 22,6 %      | —           |